# Circuito Guadiana
O Circuito Guadiana é uma prova ciclista de Categoria amador que se celebra em Espanha ao redor do rio Guadiana com início, vários passos e final em Don Benito (província de Badajoz).
Esta prova faz parte da Copa da Espanha de Ciclismo.

## Palmarés
| Ano  | Ganhador                 | Segundo                 | Terceiro                 |
| ---- | ------------------------ | ----------------------- | ------------------------ |
| 2005 | Francisco José Terciado  | David Rodríguez         | Diego Rodríguez Campos   |
| 2006 | Fabio Gela               | Ivan Alberdi            | David Cristiano          |
| 2007 | Pedro José Vera          | José Antonio Rodríguez  | Sergio Casanova          |
| 2008 | Rafael Valls             | David Vitoria           | Antonio Olmo Menacho     |
| 2009 | Daniel Ania              | Jorge Martín Montenegro | Ángel S. Sánchez         |
| 2010 | Vicente García de Mateos | Salvador Guardiola      | Raúl Alarcón             |
| 2011 | Vicente García de Mateos | Jesús Ezquerra          | Francesco Moreno         |
| 2012 | Rubén Fernández          | Andrés Sánchez          | Fernando Reche           |
| 2013 | Vadim Zhuravlev          | Daniel Sánchez          | Imanol Estévez           |
| 2014 | Andrés Sánchez           | Antton Ibarguren        | Vadim Zhuravlev          |
| 2015 | Antonio Angulo           | Egoitz Fernández        | Daniel Sánchez           |
| 2016 | Egoitz Fernández         | Jon Irisarri            | Miguel Ángel Ballesteros |
| 2017 | Gonzalo Serrano          | Alexander Grigoriev     | Antonio Soto             |
| 2018 | Savva Novikov            | Urko Berrade            | Gerard Armillas          |
| 2019 | Gerard Armillas          | Ángel Fuentes           | Joel Nicolau             |

## Palmarés por países
| País    | Vitórias |
| ------- | -------- |
| Espanha | 13       |
| Rússia  | 2        |